# Ратгерский университет
Ратгерский университет (Рутгерский университет; англ. Rutgers University (Rutgers, The State University of New Jersey), МФА [ˈrʌtɡərz]) — университет штата, крупнейшее высшее учебное заведение Нью-Джерси.

## История
Основан в 1766 году, является 8-м старейшим вузом страны и одним из 9-и колониальных колледжей, созданных до обретения Соединёнными Штатами независимости. Изначально, Ратгерский университет был частным университетом при Голландской реформатской церкви и в него принимали только студентов мужского пола.
В настоящее время — это государственный исследовательский университет, в котором практикуется совместное, светское обучение. Наряду с Колледжем Вильгельма и Марии, Ратгерский университет один из двух колониальных колледжей, ставших общественными университетами. В 1825 году вместо первоначального названия Колледж Королевы вуз получил имя героя войны за независимость США и филантропа полковника Генри Ратгерса, финансовая помощь которого помогла университету преодолеть период нестабильности.
В 1945 году со сменой статуса было изменено и официальное название на «Университет штата Нью-Джерси». Четыре кампуса университета соответственно расположены в Нью-Брунсвике, Пискатауэе, Ньюарке и Камдене. Кампус в Ньюарке ранее был Ньюаркским университетом и в 1946 году объединился с Ратгерским. Кампус в Камдене был создан в 1950 году на базе Колледжа Южного Джерси.
В 2011 году Ратгерский университет занимал 81-е место в общемировом рейтинге Times Higher Education World University Rankings и 59-е в Академическом рейтинге университетов мира.
В 2012 году там числилось около 30 членов НАН США.
Университет предлагает 100 специальностей на степень бакалавра, 100 — магистра и 80 докторских программ. В университете существуют 175 научных кафедр, 29 выпускающих школ и колледжей, в 16-и из которых осуществляется послевузовское профессиональное образование.